# Glans carpenteri
Glans carpenteri är en musselart som först beskrevs av Lamy 1922.  Glans carpenteri ingår i släktet Glans och familjen Carditidae. Inga underarter finns listade i Catalogue of Life.